# Mahamat Nouri

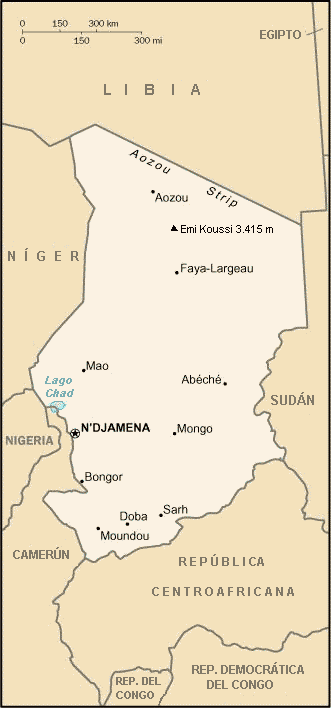
La ciudad natal de Nouri es la más importante del desértico Chad septentrional.

Mahamat Nouri es un político chadiano. Nació en 1947 en Faya-Largeau. De etnia tubu, ejerció cargos públicos hasta que en 2006 declaró abiertamente la rebelión en 2006 contra el presidente Idriss Déby.

## Biografía
Era agente de correos en 1968, se comprometió al año siguiente al FROLINAT el grupo rebelde que reclama más poder para los musulmanes norteños y céntricos frente al régimen dictatorial oriundo del extremo sudoeste del país. En el momento de las escisiones múltiples en el seno del movimiento, fundó con Hissène Habré las Fuerzas Armadas del Norte. Después de los Acuerdos de Jartúm en 1978, se eigió ministro de interior del Gobierno de Unión Nacional Chadiano (GUNT). En febrero de 1979 la guerra civil vuelve y los FAN se ven obligados a abandonar la capital. En junio de 1982 Hissène Habré derroca a Goukouni Oueddeï y Nouri se proclama ministro de transportes y de aviación civil. Destacará por su mala gestión.
Tras la derrota de Habré y la llegada al poder de Idriss Déby Itno, en diciembre de 1990, Nouri se arrima al nuevo poder y ocupa varios puestos, particularmente Prefecto de Borkou-Ennedi-Tibesti y Embajador de Chad en Arabia Saudita. Mas con las rebeliones de primavera de 2006, funda la Unión de Fuerzas para la Democracia y Progreso (UFDP). Tiempo después agrupa su movimiento con al Consejo Democrático Revolucionario y a las Fuerzas Unidas para el Cambio para fundar la Unión de Fuerzas para la Democracia y el Desarrollo (UFDP+CDR+FUC=UFDD). Desde entonces Nouri dirige este movimiento revolucionario y colabora con los otros dos principales movimientos, el CNT y el RaFD (antiguo Scud).
El 17 de junio de 2019 fue arrestado por la policía francesa, al igual que Abakar Tollimi y Abderaman Abdelkerim (hermano de Mahamat Nour Abdelkerim), bajo sospecha de crímenes de lesa humanidad en los que estuvo implicado entre 2005 y 2010 en Chad y Sudán, siguiendo un procedimiento abierto en 2017.
- Datos: Q730705